# Óscar Rolando Hernández
Óscar Rolando Hernández Maradiaga (Tegucigalpa; 30 de noviembre de 1950) es un delantero de fútbol hondureño retirado.

## Trayectoria
Jugó la mayor parte de su carrera en el C.D. Motagua de la liga hondureña. Actualmente es su tercer mejor anotador de todos los tiempos con 66 goles.
También jugó en el C.D. Marathón con el que ganó el premio al máximo goleador de la liga en 1976 y en el Atlético Portuario en su retirada en 1980.

## Selección nacional
Ha representado a Honduras en 4 partidos de clasificación para la Copa Mundial de Fútbol y en el Campeonato de Naciones de la Concacaf de 1971 en Trinidad y Tobago, donde anotó el gol en la derrota frente a Costa Rica 2-1.

### Participaciones en Campeonatos Concacaf
| Copa                                          | Sede              | Resultado     | Part. | Goles |
| --------------------------------------------- | ----------------- | ------------- | ----- | ----- |
| Campeonato de Naciones de la Concacaf de 1971 | Trinidad y Tobago | Sexto puesto  | 4     | 1     |
| Campeonato de Naciones de la Concacaf de 1973 | Haití             | Cuarto puesto | 4     | 1     |

## Clubes
| Club               | País     | Año       |
| ------------------ | -------- | --------- |
| C.D. Motagua       | Honduras | 1968-1976 |
| C.D. Marathón      | Honduras | 1976-1979 |
| Atlético Portuario | Honduras | 1979-1980 |

## Palmarés

### Títulos nacionales
| Título        | Equipo        | País     | Año     |
| ------------- | ------------- | -------- | ------- |
| Liga Nacional | C.D. Motagua  | Honduras | 1968-69 |
| Liga Nacional | C.D. Motagua  | Honduras | 1970-71 |
| Liga Nacional | C.D. Motagua  | Honduras | 1973-74 |
| Liga Nacional | C.D. Marathón | Honduras | 1979-80 |

### Distinciones individuales
| Distinción                                      | Año     |
| ----------------------------------------------- | ------- |
| Máximo goleador de la Liga Nacional de Honduras | 1976-77 |